# Romain Tchénio
Romain Joseph Tchénio, né le 9 août 1975, est un homme d’affaires français. Il est de 2017 à 2020, le président-directeur général de Toupargel, société française spécialisée dans la livraison à domicile de produits alimentaires, frais et surgelés, aux particuliers.

## Biographie
Romain Tchénio est le fils de l’entrepreneur Maurice Tchénio et le neveu de Roland Tchénio, le repreneur de l’entreprise Toupargel,.

### Éducation
Romain Tchénio a intégré l’école supérieure de commerce de Paris et l’ESCP Europe dont il est sorti diplômé.

### Carrière
Il commence sa carrière au sein du groupe multinational PricewaterhouseCoopers en tant qu’analyste financier avant d’intégrer l’entreprise familiale Toupargel en 2004. Il commence sa carrière à la prospection par téléphone à Marseille au poste de superviseur puis à celui de responsable du plateau de téléprospection jusqu’en 2006. Puis de 2006 à 2010 il sera directeur régional sud-est et ensuite directeur du développement.
En 2010, il est nommé directeur commercial puis, trois ans après, directeur général adjoint en 2013. Il partage cette direction générale avec Jacques-Edouard Charret, ancien directeur de Quick.
Le 9 janvier 2017, Romain Tchénio prend la tête du groupe et est nommé président-directeur général de Toupargel.
Il reprend une entreprise dont le chiffre d’affaires est en baisse depuis dix ans. Pour pallier cette crise, il met en place son plan stratégique Oxygène 2020 et souhaite développer la vente par Internet.
En 2020, il quitte Toupargel après le rachat de la société par Agihold.
Il est également investi dans sept autres entreprises dont Amboise partners SA, dans laquelle il est administrateur.
Il est également le directeur de la fondation Alphaomega et manager de Le Comptoir du Surgelé SARL.